# Cyc
 (août 2012).
Pour les articles homonymes, voir Cyc.
Cyc est un projet d’intelligence artificielle (« IA ») qui cherche à développer une ontologie globale et une base de connaissance générale, dans le but de permettre à des applications d’intelligence artificielle de raisonner d’une manière similaire à l’être humain.

## Présentation générale
Le projet a été lancé en 1984 par Douglas Lenat, de la société Microelectronics and Computer Technology Corporation. Le nom « Cyc » (dérivé de « encyclopédie », et prononcé saïk, est une marque déposée par Cycorp, Inc. à Austin (Texas), cette société étant gérée par Lenat et dédiée au développement de Cyc. La base de connaissances originale est propriétaire, mais une version limitée, réalisée dans le but de mettre au point un vocabulaire courant pour le raisonnement automatique, a été publiée sous licence Open Source sous le nom d’OpenCyc. Plus récemment, Cyc a été mis à la disposition de chercheurs en IA sous une licence destinée à la recherche, sous le nom de ResearchCyc.
On peut présenter comme exemples-types de connaissances représentées dans la base de données : « Tout arbre est une plante » et « Les plantes finissent par mourir ». Lorsqu’on lui demande si les arbres meurent, le moteur d'inférence est en mesure de tirer la conclusion évidente et de répondre correctement à la question. La base de connaissances (KB, pour Knowledge Base) contient plus d’un million d’assertions, de règles et d’idées relevant du sens commun, définies par des êtres humains. Elles sont formulées dans le langage CycL, qui est basé sur le calcul des prédicats et dont la syntaxe est similaire à celle du langage Lisp. Les utilisateurs de CycL se présentent de façon humoristique, comme des « cyclistes ».
Une grande partie des travaux en cours sur le projet Cyc continue à relever de l’ingénierie des connaissances, la formalisation manuelle d’informations (« facts ») sur le monde, et la mise au point de mécanismes d’inférence efficaces appliqués à ces connaissances. De plus en plus, toutefois, Cycorp s’efforce aussi à fournir au système Cyc la possibilité de communiquer avec l’utilisateur final en langage naturel, et à faciliter le processus de formation de la connaissance par le biais de l’apprentissage automatique.

## Description de la base de connaissances et terminologie
Dans Cyc, les noms de concepts sont des « constantes ». Les constantes commencent par la séquence facultative "#$" et sont sensibles à la casse. Il existe des constantes représentant :
- des items individuels, appelés « individus », tels que #$BillClinton ou #$France.
- des « collections », telles que #$Tree-ThePlant (qui contient tous les arbres) ou #$EquivalenceRelation (qui contient toutes les relations d’équivalence). Un membre d’une collection est appelé « instance » de cette collection.
- des « fonctions de vérité », qui peuvent être appliquées à un ou plusieurs autres concepts, et retournent une valeur Vrai ou Faux. Par exemple, #$siblings est la relation  de type « frère ou sœur », qui est vraie si ses deux arguments sont des « frères ou sœurs ». Par convention, les fonctions de vérité commencent par une lettre minuscule. Les fonctions de vérité peuvent être décomposées en connecteurs logiques (comme #$and, #$or, #$not, #$implies – en français et, ou, non, implique), des quantificateurs ((#$forAll, #$thereExists, etc. – en français pour tout, il existe…) et des prédicats logiques.
- des « fonctions », qui produisent de nouveaux termes à partir des termes fournis. Par exemple, #$FruitFn (« FonctionFruit »), lorsqu’on lui fournit un argument décrivant un type (ou une collection) de plantes, retourne la collection de ses fruits. Par convention, les constantes fonctions commencent par une lettre majuscule et se terminent par la chaîne « Fn ».

Les prédicats fondamentaux sont #$isa et #$genls. Le premier stipule qu’un item est une instance d’une collection, le second qu’une collection est une sous-collection d’une autre. Les informations sur les concepts sont définies en utilisant certaines « phrases » CycL. Les prédicats apparaissent avant leurs arguments, entre parenthèses :
```
 (#$isa #$BillClinton #$UnitedStatesPresident)
```

« Bill Clinton appartient à la collection des présidents des États-Unis »
```
 (#$genls #$Tree-ThePlant #$Plant)
```

« Tous les arbres sont des plantes »
```
 (#$capitalCity #$France #$Paris)
```

« Paris est la capitale de la France ».
Les phrases peuvent aussi contenir des variables, représentées par des chaînes commençant par "?". Ces phrases sont appelées « règles ». Une règle importante concernant le prédicat #$isa s’écrit :
```
(#$implies
   (#$and   
     (#$isa ?OBJ ?SUBSET)
     (#$genls ?SUBSET ?SUPERSET))
   (#$isa ?OBJ ?SUPERSET))
```

ce qui s’interprète comme suit : « Si OBJ est une instance d’un sous-ensemble SUBSET et que SUBSET est une sous-collection du sur-ensemble SUPERSET, alors OBJ est une instance de la collection SUPERSET ».
Un autre exemple-type se présente comme suit :
```
 (#$relationAllExists #$biologicalMother #$ChordataPhylum #$FemaleAnimal)
```

ce qui signifie que, pour toute instance de la collection #$ChordataPhylum (c’est-à-dire pour tout (animal) chordé, il existe un animal femelle (instance de #$FemaleAnimal) qui est sa mère (ce qui est décrit par le prédicat #$biologicalMother).
La base de connaissances se subdivise en « microthéories » (Mt), qui sont des collections de concepts et d’informations relevant typiquement d’un domaine particulier de la connaissance. Contrairement à la base de connaissances dans son ensemble, chaque microthéorie doit être exempte de contradictions. Chaque microthéorie possède un nom qui est une constante standard ; ces constantes contiennent par convention la chaîne Mt. Par exemple, #$MathMt représente la microthéorie contenant la connaissance mathématique. Les microthéories peuvent hériter l’une de l’autre et sont organisées de manière hiérarchique : ainsi #$GeometryGMt, la microthéorie qui concerne la géométrie, constitue une spécialisation de #$MathMt.

## OpenCyc

### Dernière version disponible
OpenCyc 4.0 a été rendu publique en juin 2012. Cette version inclut une base de connaissances d'environ 239 000 concepts et 2 093 000 faits (cf. Système expert). Cette base de connaissance est aussi accessible via un navigateur web. Il y a par exemple la base de connaissances des concepts suivants (en anglais) : 'lieux' (~19,000), 'organisation' (~26,000), 'prédicat' (~22,000), 'choses en relation avec le commerce' (~28,000), 'personne' (~12,700).
La dernière version de OpenCyc est disponible au téléchargement gratuitement, fonctionne sur Linux et Windows et est développé sur une base Java.

### Versions Précédentes
La version OpenCyc 2.0 a été publiée en juillet 2009. La précédente (1.0) datait de juillet 2006 et incluait la totalité de l’ontologie Cyc, soit plusieurs centaines de milliers de termes, ainsi que des millions d’assertions reliant les termes l’un à l’autre, même s’il s’agit principalement d’assertions taxinomiques, plutôt que des règles complexes disponibles dans Cyc. La base de connaissances de OpenCyc 1.0 contient 47 000 concepts et 306 000 informations, et peut être explorée sur le site Web de OpenCyc.
La première version de OpenCyc avait été publiée en mai 2001 et ne contenait que 6 000 concepts et 60 000 informations. La base de connaissance est publiée sous licence Apache. Cycorp a déclaré son intention de publier également OpenCyc sous des licences parallèles non restreintes, pour répondre aux besoins de ses utilisateurs. L’interpréteur CycL et SubL (c’est-à-dire le programme qui permet d’explorer et de modifier la base de données et de produire des inférences) est libre de droits, mais uniquement en tant qu’exécutable, sans le code source. Il est disponible pour Linux et Microsoft Windows. Le projet Open Source Texai a publié un contenu compatible Resource Description Framework, extrait de OpenCyc.

## ResearchCyc
En juillet 2006, Cycorp a publié ResearchCyc 1.0, une version libre (mais pas Open Source) de Cyc, destinée à la communauté des chercheurs (ResearchCyc était en phase de développement d’une version beta durant toute l’année 2004 ; la version beta a été publiée en février 2005). Outre l’information taxinomique contenue dans OpenCyc, ResearchCyc inclut une quantité significativement supérieure de connaissance sémantique (c’est-à-dire des faits additionnels) à propos des concepts dans sa base de connaissances, ainsi qu’un important lexique, un analyseur et des outils de génération de langage naturel en anglais, et des interfaces Java permettant la mise à jour et l’interrogation des connaissances.

## Critiques du projet Cyc
Le projet Cyc a été décrit comme « l’une des entreprises les plus controversées de l’histoire de l’intelligence artificielle » (Bertino et al, p. 275), et les critiques n’ont pas manqué. Parmi celles-ci :
- La complexité du système – peut-être nécessaire du fait de ses ambitions encyclopédiques – et la difficulté qui en découle pour les ajouts manuels au système
- Des problèmes d’évolutivité découlant de la réification (prise en compte d’assertions contradictoires émises par des intervenants différents) largement répandue, notamment au niveau des constantes
- Un traitement peu satisfaisant du concept de substance, et la distinction liée entre propriétés intrinsèques et extrinsèques
- L’absence de toute comparaison ou banc d’essai significatifs portant sur l’efficacité du moteur d’inférence de Cyc
- Le caractère incomplet à ce jour du système, d’un point de vue aussi bien horizontal que vertical, et la difficulté liée quant à la mesure de cette complétude
- Une documentation limitée
- Un grand nombre de « trous », non seulement dans l’ontologie des objets ordinaires, mais aussi des assertions pertinentes de description de ces objets
- La nature irréductible de la réalité elle-même.

## UMBEL
Projet initié en 2007 sous licence Creative Commons, UMBEL (de l'anglais : Upper Mapping and Binding Exchange Layer) est conçu dans l'optique de faciliter l'interopérabilité de contenu sur le web en proposant une structure ontologique de référence de 28 000 concepts et un vocabulaire de base pour construire d'autres ontologies de domaine.
L'ontologie, sous-ensemble de la base de connaissances OpenCyc, est proposée selon les principes des données liées sur le web (Linked data), avec des services d'accès Web et des extrémités SPARQL (SPARQL endpoints) c'est-à-dire des points auxquels sont attachés des services Web particuliers.